# Chapter VI
Chapter VI – piąty album doom metalowego zespołu Candlemass. Jest to pierwszy album, gdzie rolę wokalisty gra Thomas Vikström. Został nakręcony teledysk do utworu „The Dying illusion”. W roku 2006 reedycją albumu zajęło się studio GMR Music. Dodatkowo do albumu dołączono minialbum Sjunger Sigge Fürst oraz DVD z koncertu w Uddevalli.

## Lista utworów
Wszystkie utwory są autorstwa Leifa Edlinga poza piosenką „Julie Laughs No More”, gdzie współautorem jest Lars Johansson.
1. The Dying Illusion – 05:53
2. Julie Laughs No More – 04:22
3. Where the Runes Still Speak – 08:42
4. The Ebony Throne – 04:24
5. Temple of the Dead – 07:10
6. Aftermath – 05:37
7. Black Eyes – 05:52
8. The End of Pain – 04:24

## Wykonawcy
- Thomas Vikström – wokal
- Leif Edling - gitara basowa
- Mats Björkman – gitara rytmiczna
- Jan Lindh – perkusja
- Lars Johansson – gitara prowadząca